# Marigny-lès-Reullée

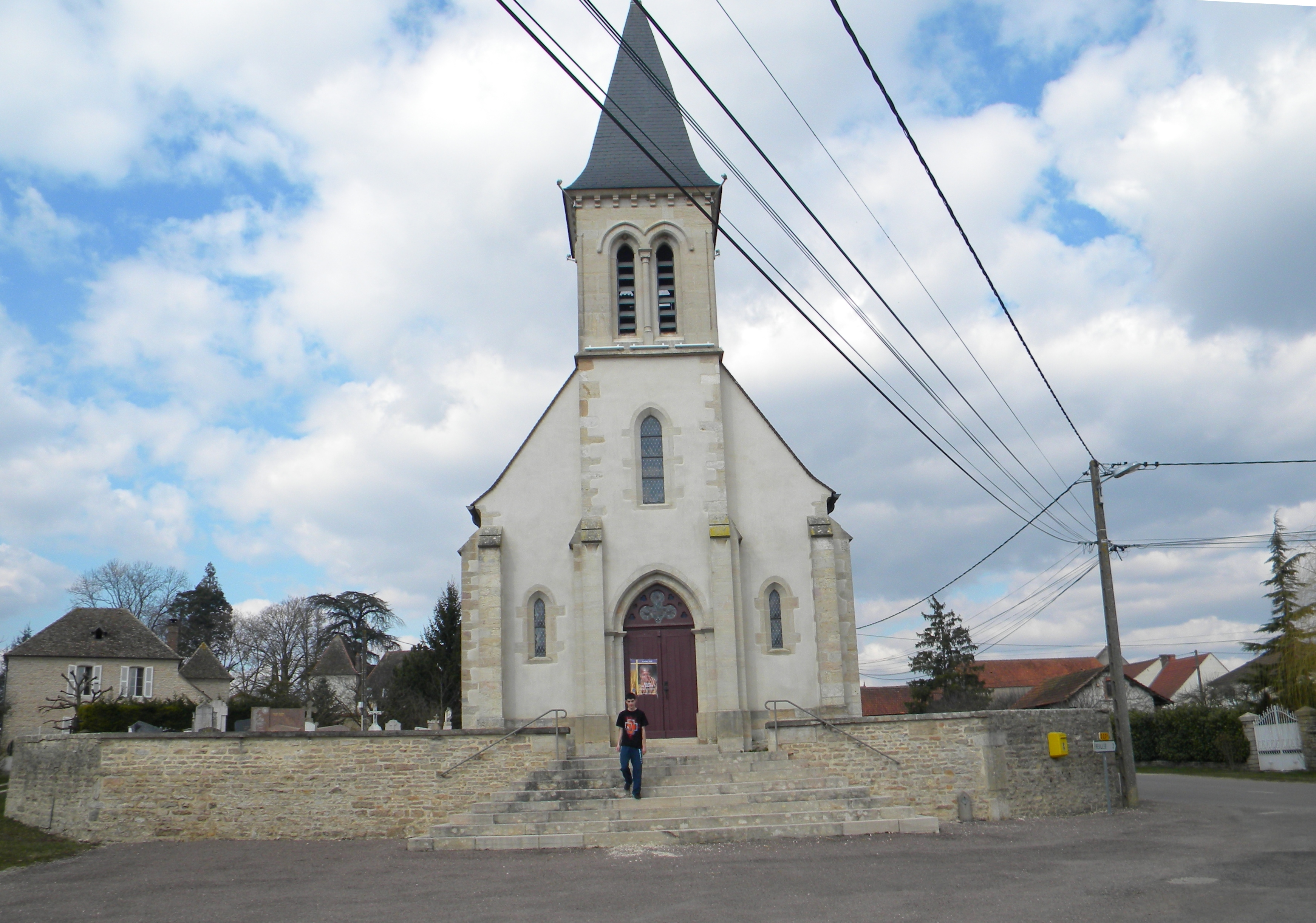
Kerk

Marigny-lès-Reullée is een gemeente in het Franse departement Côte-d'Or (regio Bourgogne-Franche-Comté) en telt 171 inwoners (1999). De plaats maakt deel uit van het arrondissement Beaune.

## Geografie
De oppervlakte van Marigny-lès-Reullée bedraagt 9,9 km², de bevolkingsdichtheid is 17,3 inwoners per km².
De onderstaande kaart toont de ligging van Marigny-lès-Reullée met de belangrijkste infrastructuur en aangrenzende gemeenten.

## Demografie
Onderstaande figuur toont het verloop van het inwonertal (bron: INSEE-tellingen).